# أخدرية
الأخدرية أو الأونوثارة أو الأنغرا (الاسم العلمي: Oenothera) هي جنس نباتي من الفصيلة الأخدرية من النبات ثنائي الحول (عائلة الأخدريات) يضم هذا الجنس حوالي 145 نوعًا موطنها أمريكا الشمالية وأمريكا الجنوبية ولها عدة أسماء شائعة ومنها: زهرة الربيع المسائية , sundrops, suncups حيث لا ترتبط هذه النبتة ارتباطا وثيقا بزهرة الربيع الحقيقية (جنس زهرة الربيع)

## الوصف
تختلف أنواعها من حيث الحجم فمنها ما هو قصير كما في نباتات جبال الألب [الإنجليزية], حيث يصل طولها إلى 10 سنتيمتر مثل (O. acaulis) في تشيلي، ومنها ما هو طويل القامة يصل طولها إلى 3 أمتار وتتمتع بقوتها العالية وتنمو في البلاد المنخفضة مثل (O. stubbei) في المكسيك، وتمتد اوراقها بشكل حلزوني من قاعدة النبتة على الأرض حيث تكون على شكل وردي إلى نهاية الساق المزهرة، أوراقها مسننة ومجزئة إلى عدة أجزاء، تتفتح زهور العديد من أصنافها في المساء بأقل من دقيقة لذلك سميت بزهرة الربيع المسائية، يغلب على أصنافها اللون الأصفر وقد تتضمن بعض الأصناف ألوان أخرى (الأبيض والأرجواني والوردي أو الأحمر), معظم الأنواع الصحراوية الأم بيضاء اللون. Oenothera caespitosa من إحدى الأصناف الموجودة غرب أمريكا الشمالية تنتج زهور بيضاء تتحول للون الوردي مع تقدم عمرها., ومن أهم الصفات المميزة للزهرة (الميسم) حيث تحتوي على أربعة فروع على شكل حرفx.
من أنواعها:
- الأخدرية الأريزونية (باللاتينية: Oenothera arizonica)
- الأخدرية عديمة الساق (باللاتينية: Oenothera acaulis)
- الأخدرية المحولة (باللاتينية: Oenothera biennis)

## علم البيئة
يتم تلقيح زهور نبات الاخدرية عن طريق الحشرات مثل العث والنحل وكالعديد من أعضاء عائلة الاخدريات فان حبوب اللقاح مرتبطة مع بعضها البعض بشكل ضعيف وفضفاض، لذلك فان الحشرات المتخصصة شكليا لجمع هذا النوع من اللقاح هي الوحيدة القادرة على تلقيح الزهور، تتفتح الزهور أيضا في اغلب الوقت عندما تكون معظم أنواع النحل غير نشطة، لذلك حتى النحل التي تزور هذه الاخدريات تزورها لفترة مؤقتة وعادة ما تكون في المساء، تنضج البذور في وقت متاخر من اواخر الصيف إلى الخريف.
يستخدم نبات الاخدرية كمصدر غذائي من قبل يرقات بعض أنواع قشريات الجناح. عث الأزهار مثل Schinia felicitata [الإنجليزية] و S. florida [الإنجليزية] يتغذيان على هذا الجنس والأول يتغذى فقط على O. deltoids . في البرية تعتبر زهرة الربيع المسائية مستعمرة اولية تظهر بسرعة في المناطق التي يتم تطهيرها مؤخرا وتنبت في التربة المضطربة ويمكن العثور عليها في أنواع الموائل مثل الكثبان الرملية والطرقات والجسور والسكك الحديدية ومناطق النفايات وغالبا ما تكون عارضة وتتنافس مع غيرها من الأنواع على مكان النمو.

## الأصل
نشا جنس هذا النوع من النبات في المكسيك وأمريكا الوسطى، وابتعدت أكثر إلى أمريكا الشمالية والجنوبية ومع قدوم الترحالات الدولية تم العثور على العديد من الأنواع الآن في معظم المناطق المعتدلة من العالم، وفي أوروبا وحدها هناك حوالي سبعين نوعا من جنس الاخدرية. وخلال عصر البليستوسين اجتاحت سلسلة من العصور الجليدية أمريكا الشمالية حيث تخلل ذلك بعض الفترات الدافئة. حدث هذا اربع مرات وشهدت جنس الاخدريات اربع موجات منفصلة من الاستعمار وكل تهجين ارتبط مع النبات الناجي من الموجات السابقة من الاستعمار. وهذا يمثل المشكلة الحالية للفرع أو الصنف Euonothera, هذه المجموعة متنوعة وراثيا وشكليا وهي متداخلة إلى حد كبير لذلك تم التنازع عليها من قبل خبراء التصنيف. أدى هذا النمط من استعمار المتكررة في التشكل الوراثي الفريد في Euoenothera حيث الكروموسومات في الانقسام الاختزالي يمكن أن تشكل دوائر بدلا من أزواج ويحدث هذا نتيجة العديد من عمليات النقل المتبادلة بين الكروموسومات ويحدث الاقتران فقط على الطرف وتمتلك هذه الظاهرة عواقب الوراثة غير المندلية مع نظام فصل الجينات ونظام متوازن الجينات المميتة، يتم منع إعادة التركيب الجيني وعرض النباتات على قوة مختلطة من قوة الهجين [الإنجليزية]  وأدى ذلك إلى تطور العديد من السباقات على جبال الروكي في أمريكا الشمالية، ازداد فهم محللين علم الخلايا والهجن الاصطناعية من بعد هذه السباقات في فهم التطور الجيني والجغرافي لل euoenothera وكان هذا الموضوع أحد المجالات الرئيسية للبحوث الجينية خلال النصف الأول من القرن 20.

## التصنيف
تم تعيين زهرة الربيع المسائية في الأصل إلى جنس Onagra وهو ما منح عائلة الاخدريات هذا الاسم.و onagra تعني غذاء الحمار الوحشي واستخدم لأول مرة في علم النبات عام 1587 وباللغة الإنجليزية عام 1754 حسب قاموس فيليب ميلر الزراعي: الموجز. تم نشر الاسم الحديث Oenothera التي كتبها كارولوس لينيوس في كتاب نظام الطبيعة، يعتبر لفظها غير مؤكد ولكن يعتقد أنه مشتق من الكلمات اليونانية onos theras وتعني ماسك الحمار أو oinos theras وتعني طالب النبيذ. وتعني باللاتينة أيضا مصنع العصائر الذي يسبب النوم.
في عام 1905، أثناء دراسة علم الوراثة من Oenothera lamarckiana اكتشف هيوغو دي فريس تباين في عدد الكروموسومات 2ن =28 مقارنة مع 2ن= 48 لنبتة O. lamarckiana.
لم يتمكن دي فريس من تربية هذا البديل مع O. lamarckiana. فسمى هذا النوع Oenothera gigas.

### الأدلة على الآثار الطبية
هناك أجزاء محددة في هذه النباتات صالحة للاكل، جذور O. biennis في النباتات الصغيرة تعتبر صالحة للأكل.
هناك ادلة قليلة جا تدل على فعالية زيت زهرة الربيع لعلاج السرطان وفقا لجمعية السرطان الأمريكية
و "لا يعتبر ال GLA ولا غيرها من المكملات الغذائية الغنية (مثل زيت زهرة الربيع المسائية) مثبتة بشكل مقنع أن تكون مفيدة في منع أو علاج أي حالات صحية أخرى وجد تحليل التلوي كوكرين الذي نشر في أبريل 2013 عدم فعالية كبسوات زهرة الربيع المسائية وزيت لسان الثور لعلاج الاكزيما 
وتشير معظم الابحاث ان تناول زيت زهرة الربيع المسائية [الإنجليزية] عن طريق الفم لا يعفي اعراض متلازمة ما قبل الحيض ولا حتى تقصير طول فترة الحمل أو الولادة.

## الزراعة
تزرع عادة عدد من الأعضاء المعمرة من جنس هذه النبتة وتستخدم كمناظر طبيعية في جنوب غرب الولايات المتحدة.وتشمل الأنواع الشعبية المظفرة زهرة الربيع المسائية (Oenothera caespitosa)، زهرة الربيع المسائية المكسيكية (Oenothera berlanderii)، وزهرة ربيع مساء سالتيلو (Oenothera stubbei).
زهرة الربيع المسائية السنوية هي أيضا من نباتات الزينة الشعبية المستخدمة في الحدائق. والعديد منها مقاوم للجفاف إلى حد ما.
وصلت أولى هذه النباتات إلى أوروبا وخصيصا بادوا من ولاية فرجينيا في 1614 وكانت قد وصفت من قبل عالم النبات الإنجليزي جون جودير [الإنجليزية] في.1621 . يتم الآن تجنيس بعض الأنواع أيضا في أجزاء من أوروبا وآسيا، ويمكن زراعتها شمالا حتى 65 درجة شمالا في فنلندا. يحافظ المجلس الوطني للمملكة المتحدة لحفظ النباتات والحدائق، ومقرها في ويسلي [الإنجليزية]، على جمع Oenothera كجزء من مخطط المجموعات الوطنية.

## معرض الصور

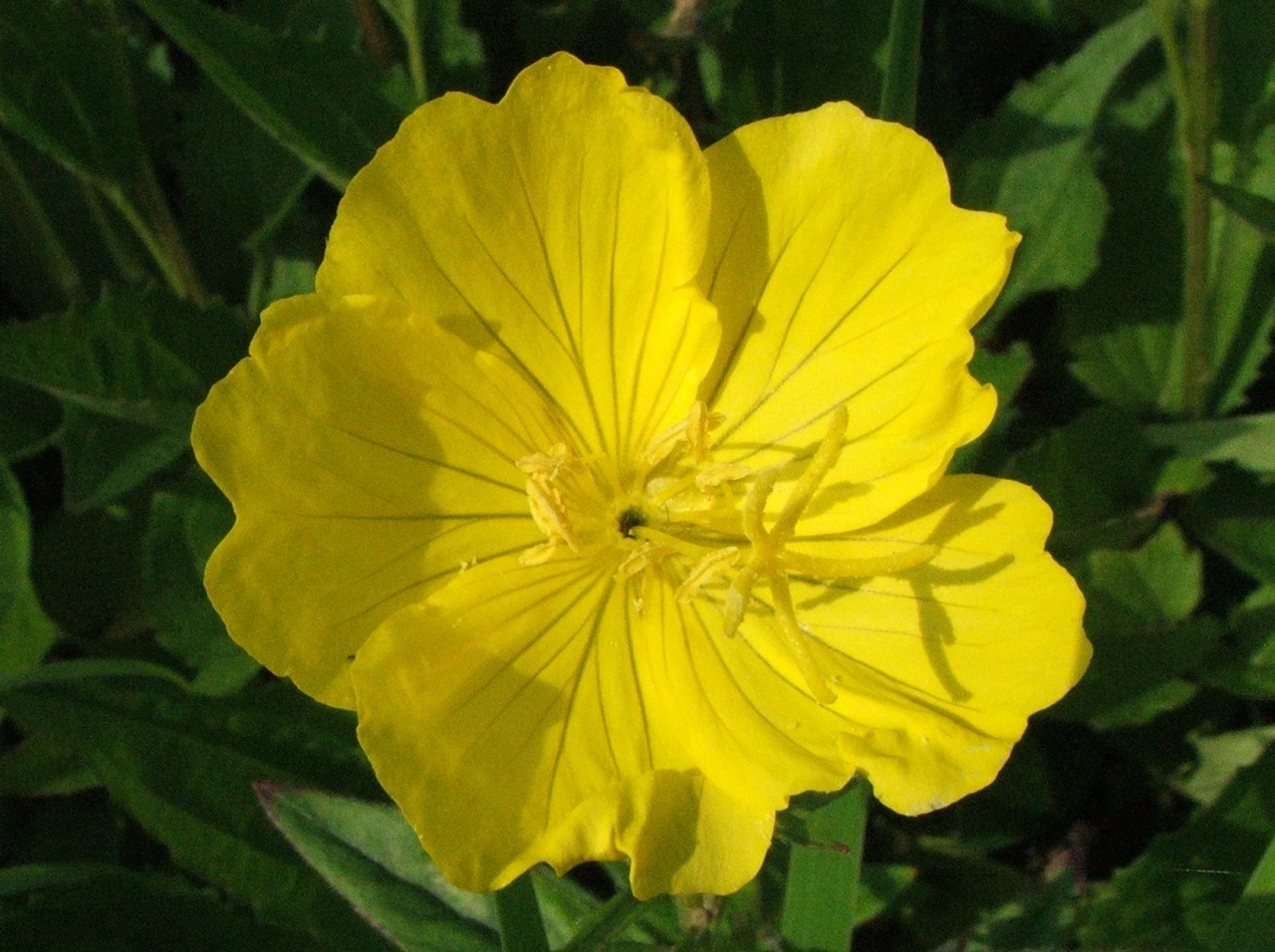
أخدرية كبيرة الثمار
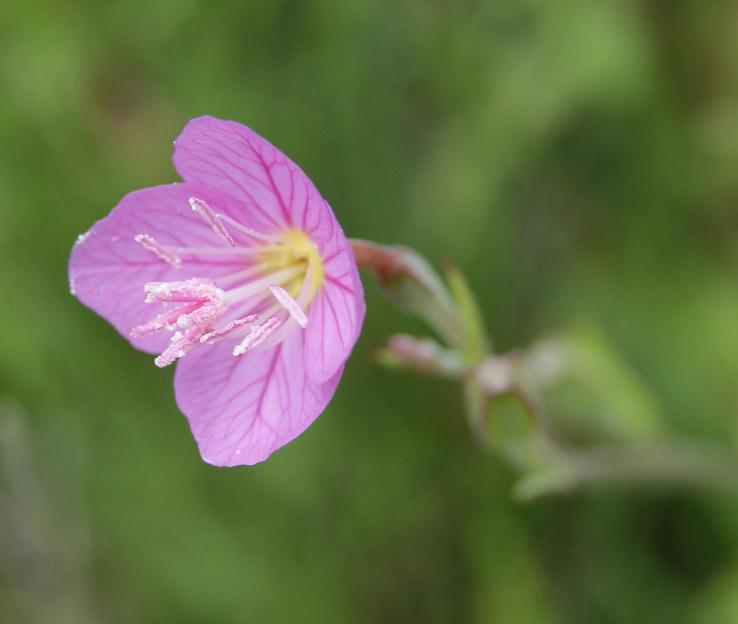
أخدرية وردية
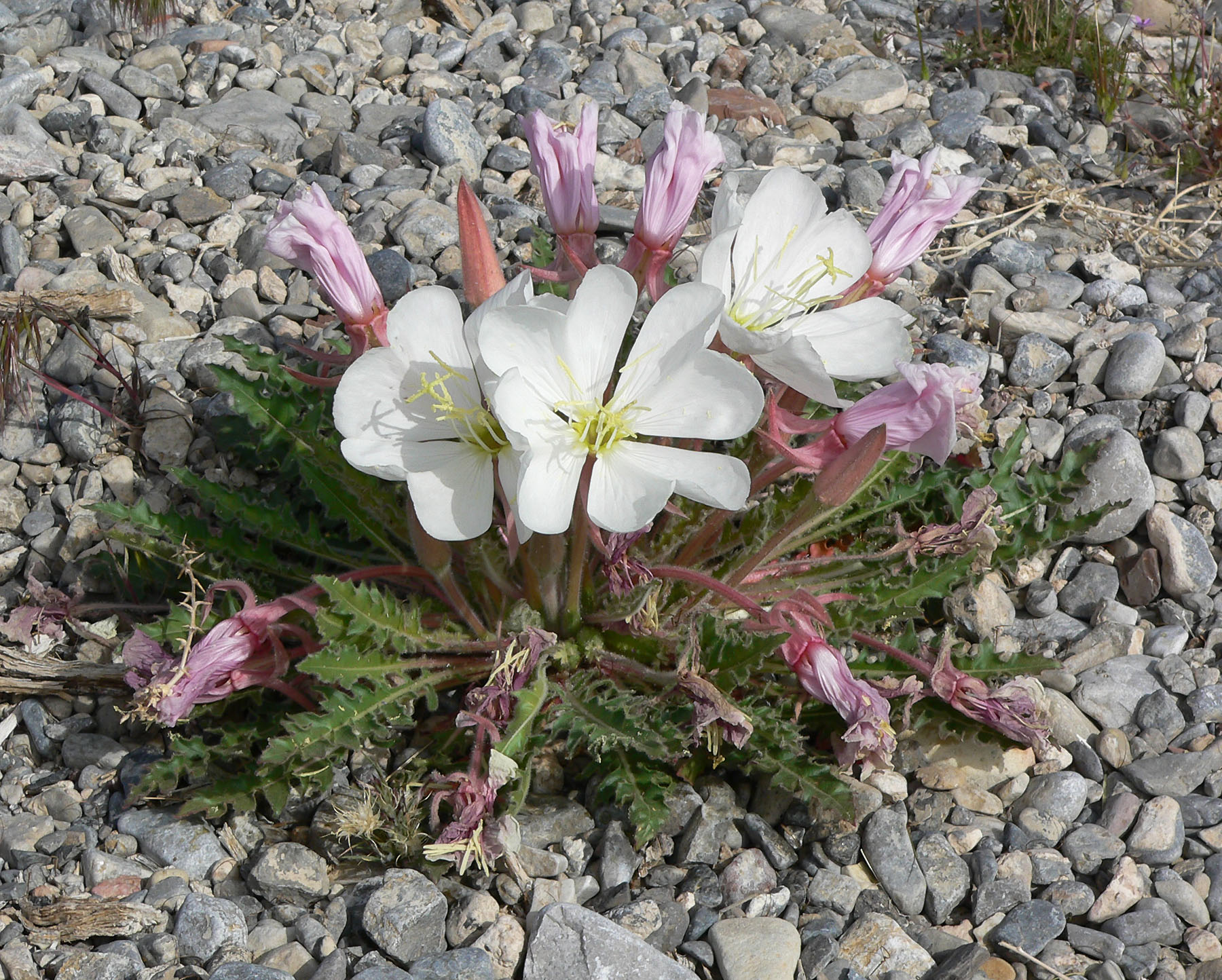
Oenothera caespitosa var. marginata
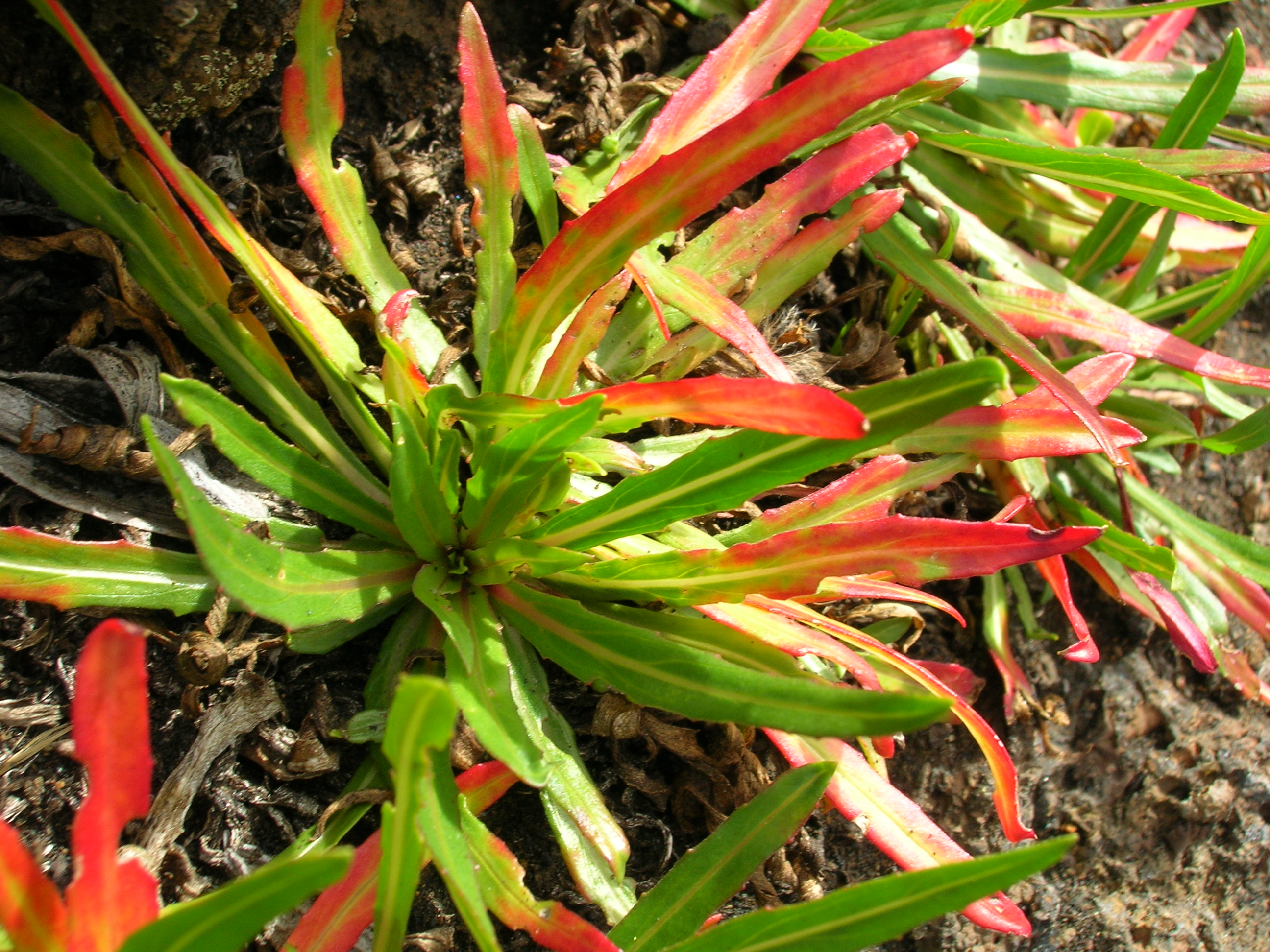
Oenothera stricta ssp. stricta
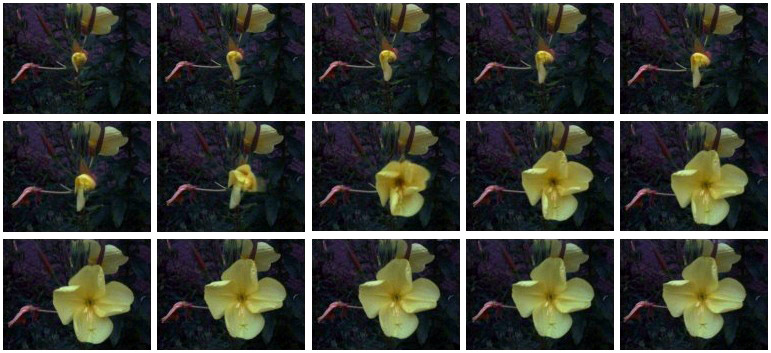
Oenothera sp. opening
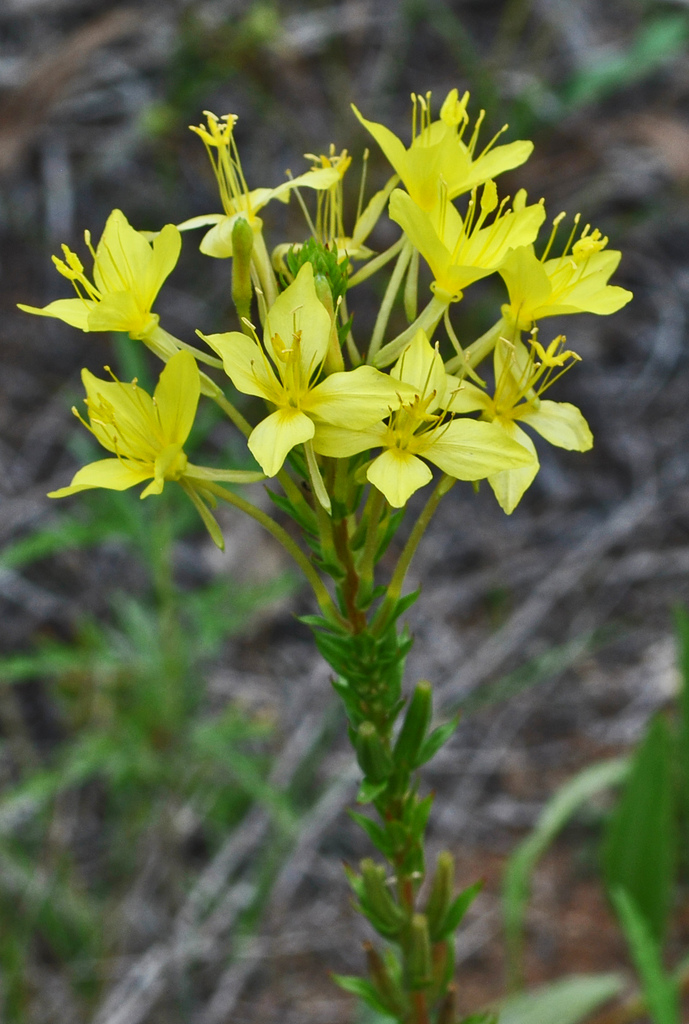
Oenothera clelandii
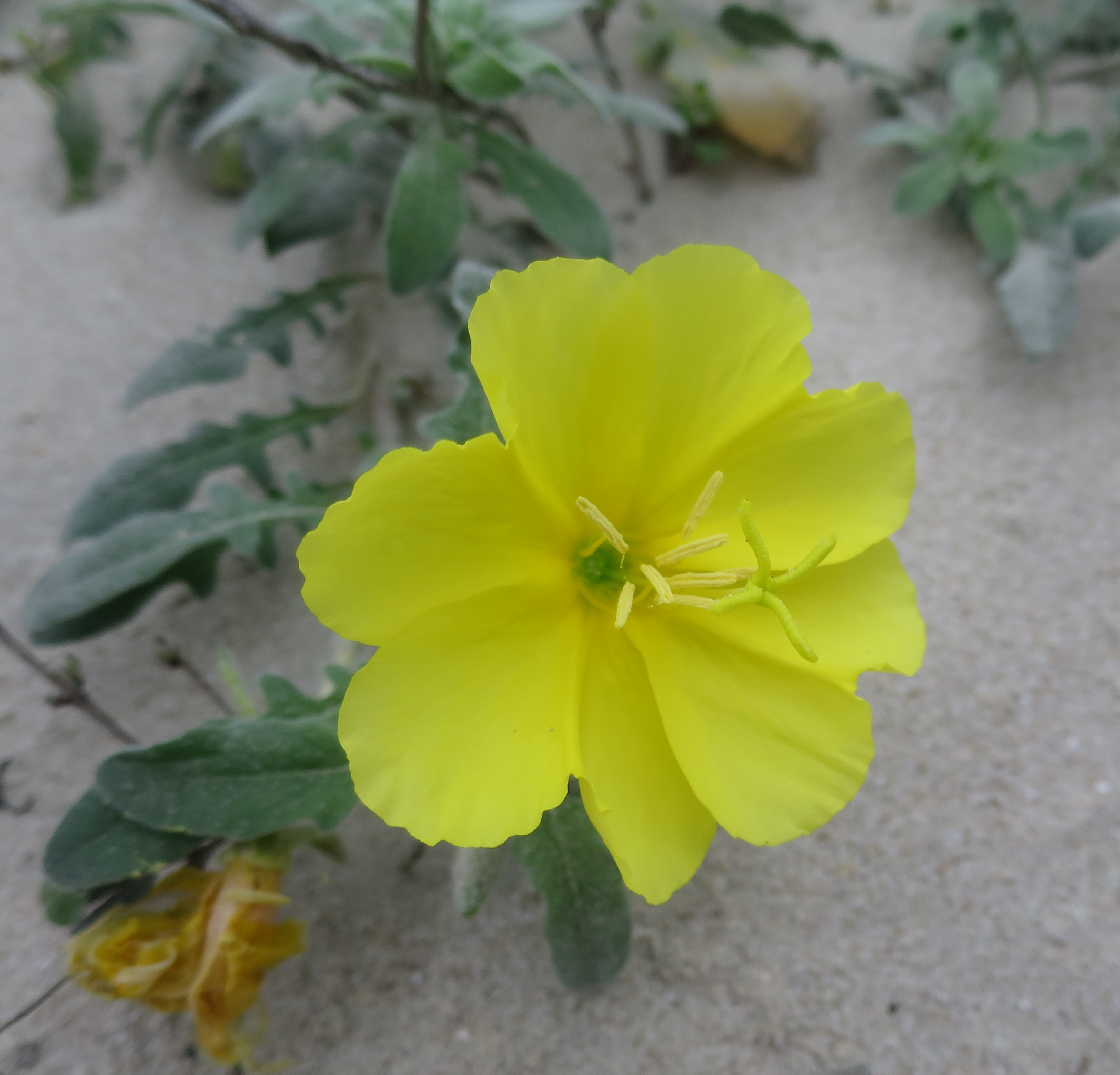
Oenothera drummondii
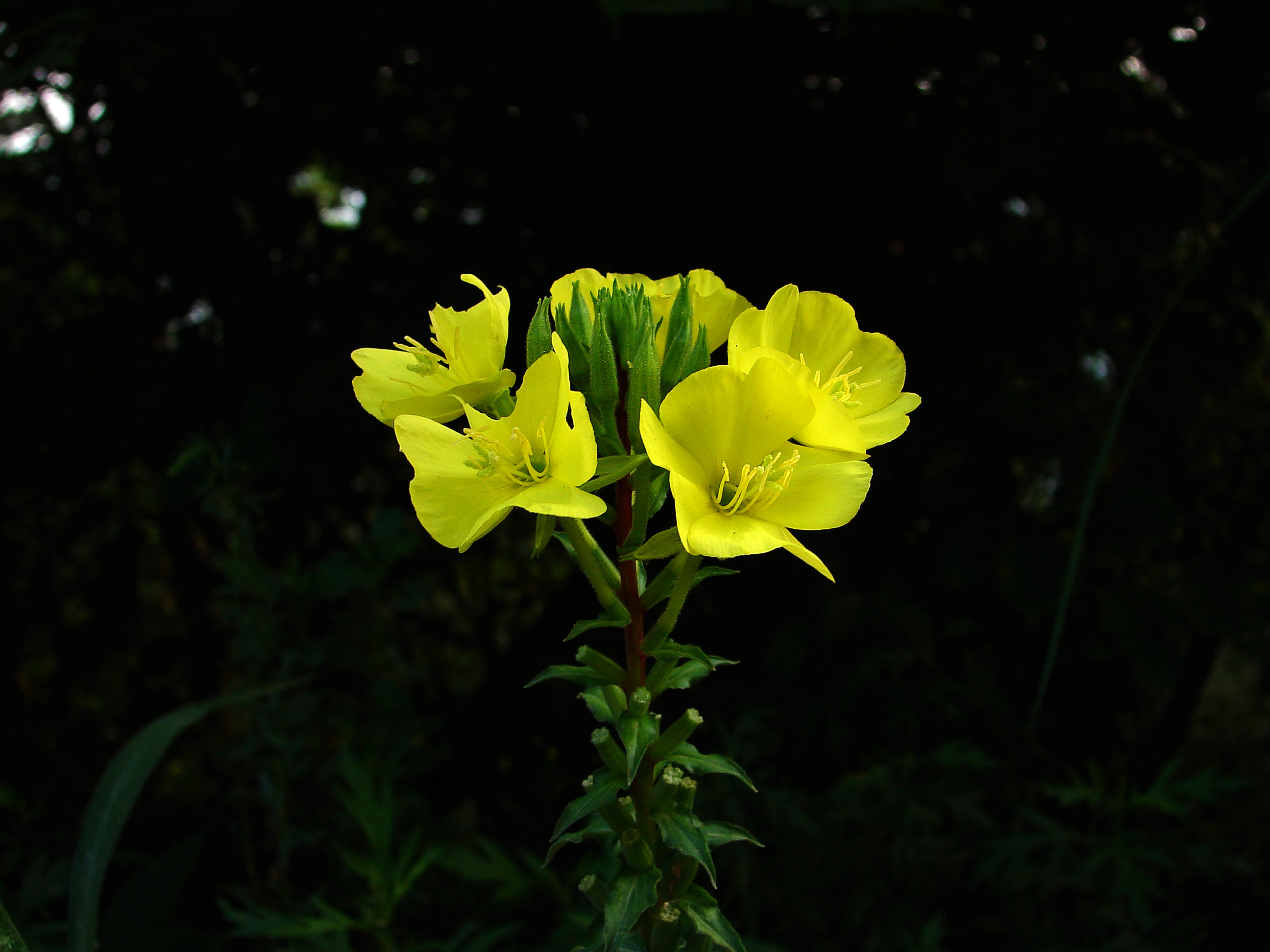
أخدرية عطرية

## وصلات خارجية
موقع الوراق